# Вандомуа

Герб Вандомуа́

Вандомуа́ (фр. Vendômois) — небольшая область во Франции; историческое владение, составляющее часть округа Бос (Beace) в Орлеане́. Известно под таким названием уже при Карле Лысом. Ныне — часть департаментов Луаро-Шерского и Сартского. Именовалось по названию главного города Вандома на реке Луаре.

## История
В X веке владение имело своих потомственных графов, родоначальником которых был Бушар (Bouchard) из дома Монморанси. Его сын, также Бушар (Bouchard I), был любимцем Гуго Капета и Роберта Благочестивого, первых королей Франции из третьего правящего дома; ему даже было позволено чеканить свою монету.
Потомки Бушаров владели графством до 1364 года, после чего их единственная наследница Екатерина (Catherine), выйдя замуж за Иоанна Бурбонского, принесла графство в дом Бурбонов. В 1514 году Людовик XII переименовал графство Вандомуа в герцогство (duché-pairie); тогда им владел Карл Бурбонский, дед Генриха IV.
По восшествии на престол последнего, Вандомуа был присоединён к Франции; а в 1598 году тот же Генрих отдал его в удел своему незаконному сыну Цесарю, родившемуся у Габриэль д’Эстре. Правнук Цесаря, Луи Жозеф, признанный в 1669 году герцогом Вандомским, умер бездетным в 1712 году, и его герцогство стало окончательно государственным имуществом.